# (614599) 2010 AB78
(614599) 2010 AB78 es un asteroide próximo a la Tierra que fue descubierto en 2010.   Fue descubierto por primera vez por el observatorio espacial Wide-field Infrared Survey Explorer (WISE)  es uno de los muchos miles  de asteroides que se espera descubrir.
La primera observación del 2010 AB78 por WISE fue el 12 de enero de 2010, se observó de nuevo al día siguiente. El Observatorio Mauna Kea lo observó los días 18 y 19 de enero, permitiendo que el Minor Planet Center publicara una circular el día 22 de confirmar el descubrimiento. Las dimensiones de este asteroide es de alrededor de 1 km de diámetro.